# 橫帶斯氏脂䲁
橫帶斯氏脂䲁（學名：Starksia fasciata），為輻鰭魚綱䲁形目脂䲁科斯氏脂䲁屬的一個種，分布於中西大西洋巴哈馬與古巴海域，深度6至7公尺，本魚體長，扁平，頭鈍，眼、鼻孔和頸背觸鬚不分支，側線連續，前段拱起，後段平直，體灰褐色至紅褐色，體有7條完整的深色橫帶，由較寬的淺色間隙隔開，頸背另有一橫帶，每條體橫帶上方的背鰭基部有1-2個紅色斑點，雄魚臉頰上有一個大的深色斑點；雌魚的前鰓蓋骨邊緣有一排小的深色斑點，雄魚第一臀棘長，與鰭其餘部分分離，背鰭硬棘19-20枚、背鰭軟條7-8枚、臀鰭硬棘2枚、臀鰭軟條15-16枚，體長可達2.7公分，棲息在水淺的海草生長的礁石區，生活習性不明。